# Angophora hispida
Angophora hispida crece como un malee, o como un árbol de alrededor de 7 m de altura.
La talla pequeña del A. hispida, especialmente cuando se le compara a sus parientes de Angophora y Eucalyptus, lo ha llevado a ser conocido como el manzano enano (dwarf apple). 

## Distribución
Es nativo de un pequeño sector del centro de Nueva Gales del Sur – al sur de Sídney.

## Características
Las hojas de la planta son sésiles (sin pecíolos) y abrazan el tallo con sus bases en forma de corazón. Su nombre previo - A. cordifolia – se refería a las hojas cordadas. Otra característica son los vellos erizados que cubren las ramillas, bases de las flores y nuevo crecimiento. Esto ha llevado al epíteto específico hispida (que significa "erizado").
Más recientemente, un estudio genético ha sido publicado mostrando a Angophora más estrechamente relacionado con Eucalyptus que Corymbia, y el nombre Eucalyptus hispida ha sido propuesto para la especie si se le colocara en el género Eucalyptus.

Angophora hispida :
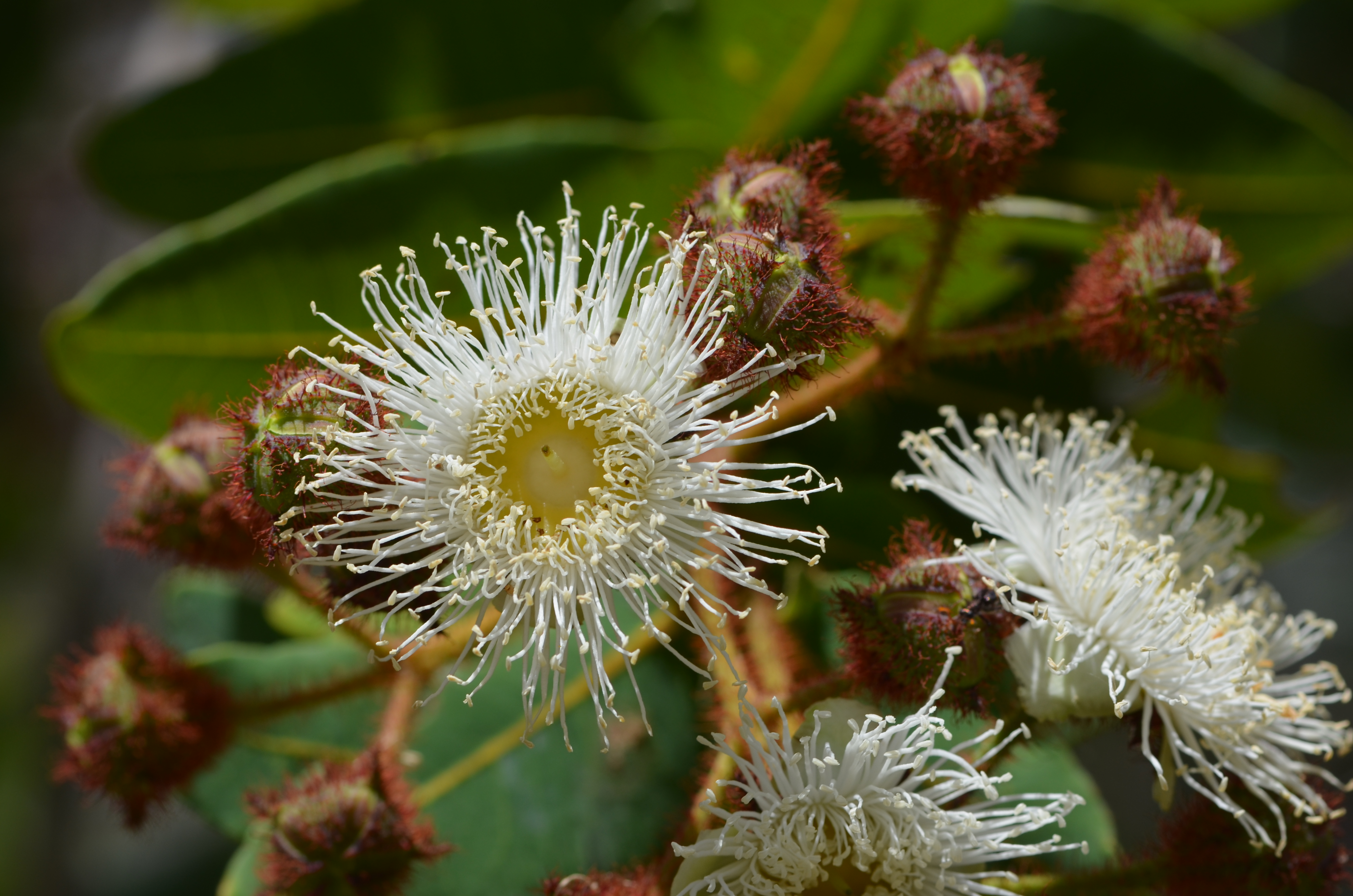
Angophora hispida: capullos y flores
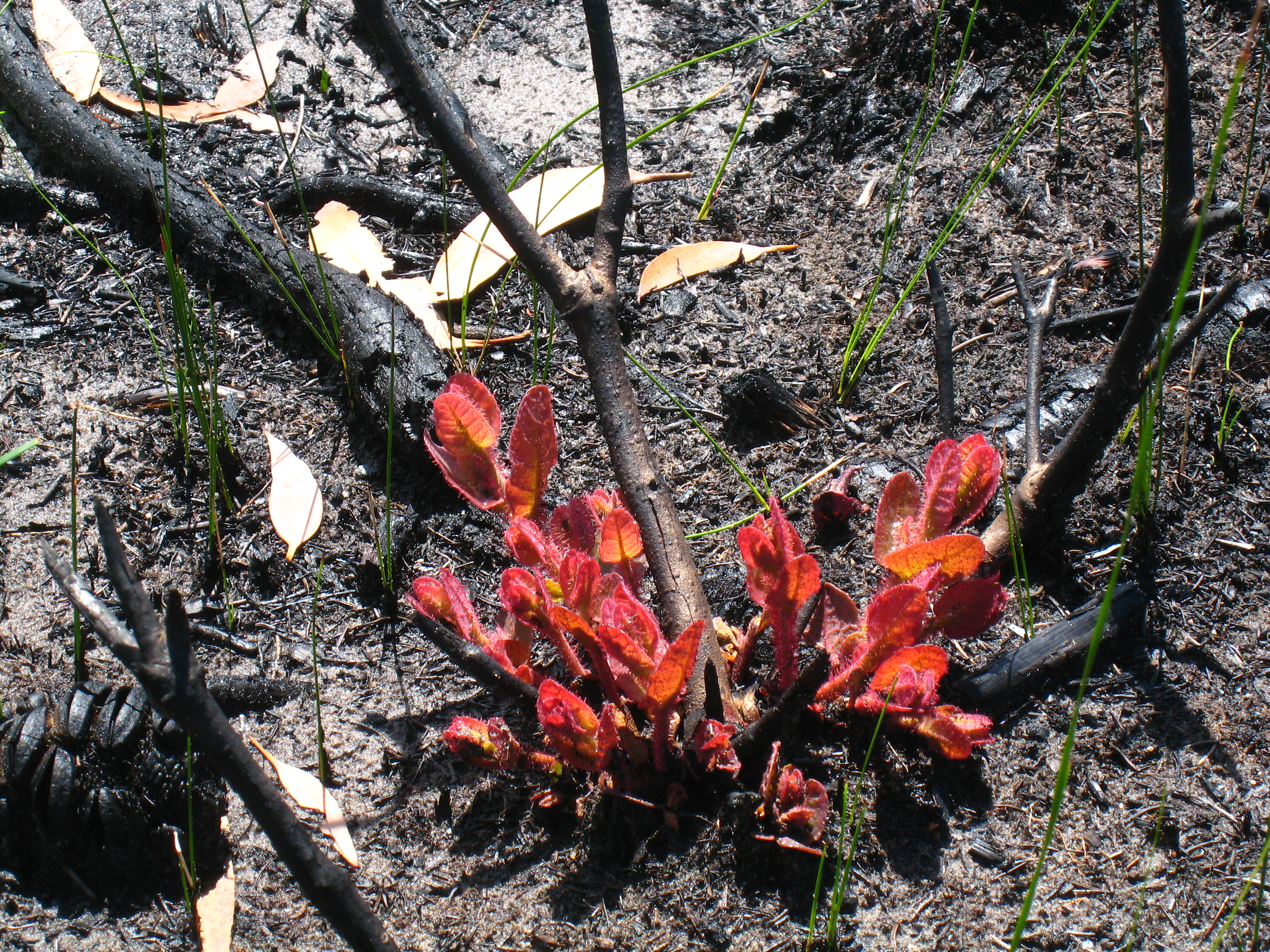
Angophora hispida: Crecimiento epicormico después del incendio forestal
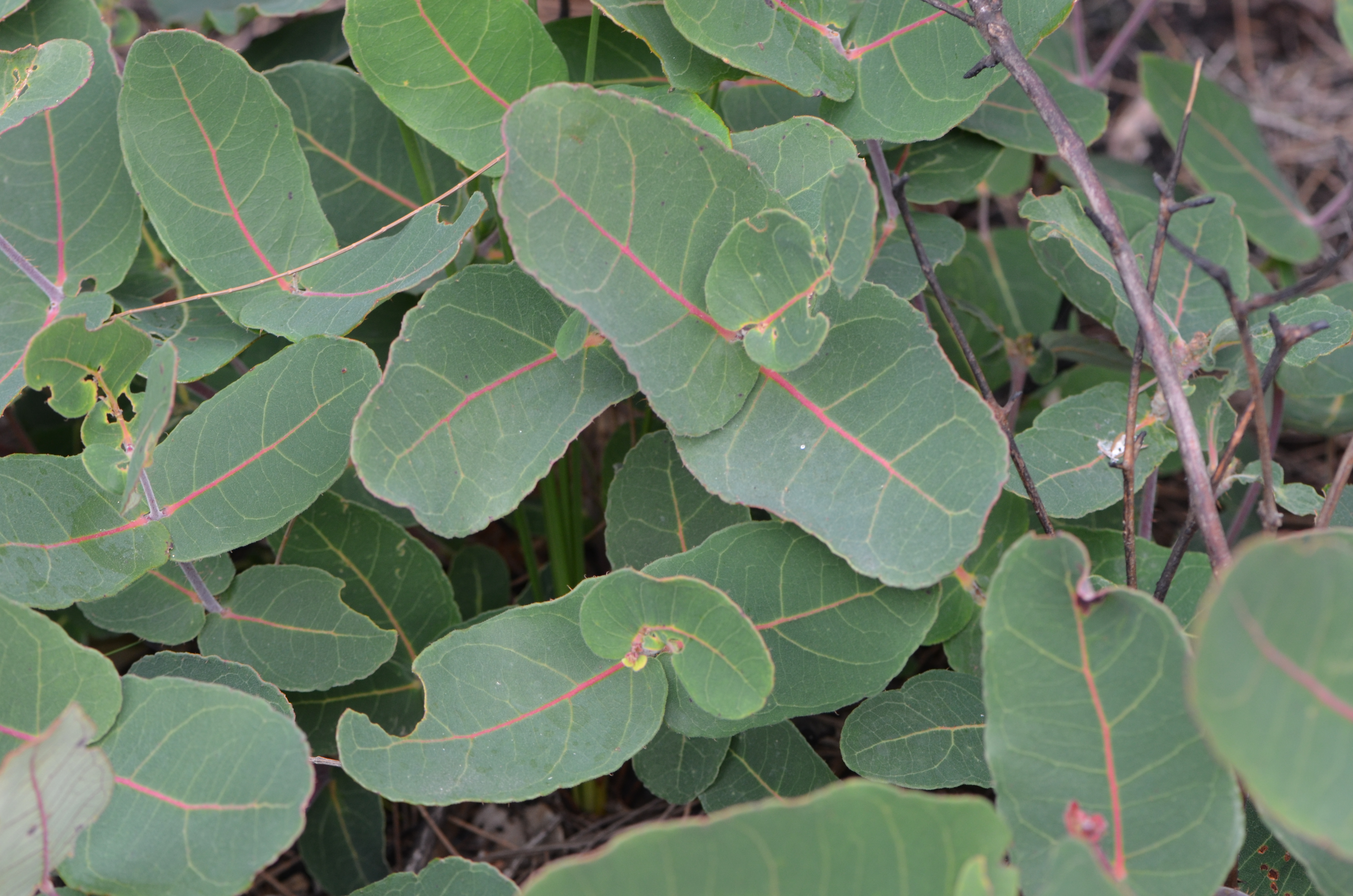
Angophora hispida: Hojas opuestas y decusadas

## Cultivo
Es un árbol pequeño conveniente para jardines grandes.

## Sinonimia
- Metrosideros hispida Sm. (1797).
- Eucalyptus hispida (Sm.) Brooker (2000).
- Angophora cordifolia Cav. (1797).
- Metrosideros anomala Vent. (1803).
- Metrosideros hirsuta Andrews (1803).
- Metrosideros cordifolia (Cav.) Pers. (1806).
- Eucalyptus hirsuta Link (1822).
- Angophora cordata Vis. (1842). [2]